# Гавез
Гавез (лат. Symphytum officinale), који се још назива и велики гавез, црни гавез, воловски језик, килњак, пљушч, сватовци, свеник, црни корен, је вишегодишња зељаста биљка из породице гавеза оштролиста (Boraginaceae).

## Изглед биљке
Корен је по типу репаст. споља је црн а на пресеку беле боје.
Стабло је зељасто, усправно и достиже дужину од 30 до 60 cm. У горњем делу се грана, посвуда је веома длакаво и чврсто, а изнутра шупље.
Листови су такође длакави, доњи су ланцетасто-јајасти и постепено се сужавају у лисну дршку, а горњи су седећи.
Цветови су груписани у цвасти увојке. Чашица је двоструко краћа од крунице коју чине прљаворужичасти или жућкастобели листови који су међусобно срасли, па имају звонаст изглед. Унутар крунице су кратке ланцетасте папилозне љуспице. Стубић тучка може бити различите дужине. прашници су епипетални. Биљка цвета од маја до јула.
Плод је орашица.
То је вишегодишња зељаста биљка са дебелим вретенастим стабљиком. Биљка цвета од априла до септембра. То је медоносна биљка па га пчеле радо посећују. Размножава се црним и жућкастим семеном. То је лековита биљка.

## Станиште
Честа је на равничарским теренима, а захтева влажна станишта попут ливада.

## Ареал
Распрострањен је у највећем делу Европе, све до западног Сибира и Мале Азије. Припада понтско-медитеранском флорном елементу.

## Значај
Од давнина се гавез користио као лековита биљка за лечење атеросклерозе, али и за зарашћивање рана и опекотина, као и за поспешивање зарастања прелома костију. Користе се корен, млади изданци, стабљике и листови. Сматра се да уколико се ова биљка користи у виду поврћа, сока или чаја, повољно делује и на излечење од астме, хипертензије, реуматизма, остеопоезе, анемије, као и болести плућа.
У народној медицини, корен (лист) и лишће се користе за лечење упаљених рана, рана које тешко зацељују, прелома костију, бронхитиса, респираторних проблема, катаре, упале плућа итд. Није дозвољено наносити на отворене ране. Гавеz је дивља јестива биљка. Млади листови и изданци бере се током пролећа и лета. Кувају се, припремају као спанаћ или додају у супе.

### Значајне супстанце
Листови садрже знатну количину каротина. У свежим надземним деловима присутни су гликоалкалоид консолидин као и циноглисин, такође алкалоид због којих је ова биљка отровна. У корену се поред поменутих алкалоида, налазе и мање количине пуринског деривата алантоина. У биљци је откривен и пиролизидин алкалоида симфитина и ешимидина. Приликом испитивања дејства листова и корена гавеза на експерименталне животиње утврђен је хепатотоксични и канцерогени ефекат, посебно код корена. Наиме, код пацова се развија аденом и сарком јетре.